# Acaxees de Durango
El Acaxees de Durango Fútbol Club fue un equipo de fútbol de la ciudad de Durango en el estado de Durango, que participaba en la Liga de Balompié Mexicano en la máxima categoría.

## Historia
A finales de marzo de 2020 se da a conocer que Durango era uno de los equipos buscando ser certificados para participar en la LBM. El 13 de julio se hace la presentación oficial del equipo, el cual llevaría el nombre de "Acaxees de Durango". El 17 de julio se anuncia su afiliación a la nueva Liga de Balompié Mexicano como la decimoquinta franquicia fundadora.
El 1 de diciembre de 2020 la franquicia fue congelada por la Liga debido a la existencia de problemas económicos en la institución que cuestionaron la continuidad del proyecto, el club puede regresar en una temporada posterior siempre y cuando cuente con una directiva que pueda sustentar el proyecto deportivo.

## Estadio

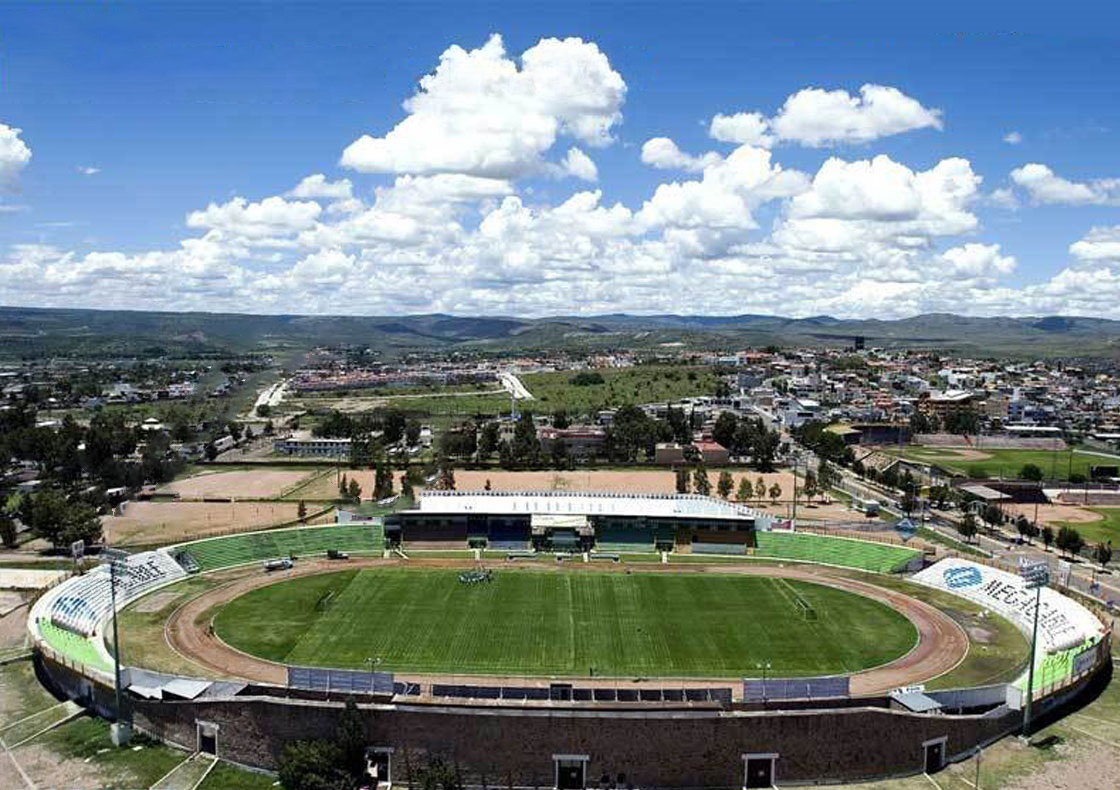
Estadio Francisco Zarco.

El Estadio Francisco Zarco es un estadio olímpico de fútbol ubicado en la ciudad de Durango, México, siendo construido en la Ciudad Deportiva hoy conocida como Av. Universidad, y es sede del club Alacranes de Durango de la Segunda División de México. Su capacidad es de 18 000 espectadores. Su inauguración nunca se festejó por trabajo que faltó realizarse, pero el 24 de noviembre de 1957 se realizó el primer encuentro de fútbol.
El club jugará provisionalmente en el Estadio Francisco Zarco, pero se informó de la donación de aproximadamente 30 hectáreas, esto para la construcción de un complejo deportivo.

## Indumentaria
- Uniforme local:  Camiseta vino con vivos en dorado, pantalón dorado y medias vino.[9]
- Uniforme visitante: Camiseta dorada con líneas horizontales en otra tonalidad de dorado, pantalón negro y medias doradas.[9]